# Lizards Foot
Lizards Foot (englisch für Eidechsenfuß) ist ein 570 m hoher Felssporn im ostantarktischen Viktorialand. Er ragt am östlichen Ende der Saint Johns Range auf.
Thomas Griffith Taylor (1880–1963), Frank Debenham, Tryggve Gran und Robert Forde (1875–1959) entdeckten ihn bei der Erkundung des Wilson-Piedmont-Gletschers im Zuge der Terra-Nova-Expedition (1910–1913) des britischen Polarforschers Robert Falcon Scott und gaben ihm seinen deskriptiven Namen.